# Bill Keller
William Curry „Billy” Keller (ur. 30 sierpnia 1947 w Indianapolis) – amerykański koszykarz występujący na pozycji rozgrywającego, trzykrotny mistrz ABA.

## Osiągnięcia
Na podstawie, o ile nie zaznaczono inaczej.
NCAA
- Wicemistrz NCAA (1969)
- Mistrz sezonu regularnego konferencji Big Ten (1969)
- Laureat Frances Pomeroy Naismith Award (1969)[2]

ABA
- 3-krotny mistrz ABA (1970, 1972, 1973)
- Wicemistrz ABA (1975)
- Lider:
  - sezonu regularnego w skuteczności rzutów wolnych (1973)
  - play-off w:
    - skuteczności rzutów wolnych (1970, 1975)[3]
    - liczbie celnych rzutów za 3 punkty (1971, 1974)[4]
- Wybrany do Galerii Sław Sportu stanu Indiana (1992)